# Hrvatske zemlje pod mletačkom vlašću
Mletačka vladavina na području hrvatskog dijela istočne obale Jadrana trajala je do 1797. godine, a prvi iskorak Mletaka na istočni Jadran bio je već za dužda Petra Orseola. Vlast Mletačke Republike objedinjavala je hrvatske krajeve od Istre, Dalmacije do Boke kotorske, iako je područje mijenjalo svoje granice. Mletačka moć i interesi znatno su oblikovali razvoj hrvatske obale u povijesnoj perspektivi, u političkom, ekonomskom, demografskom, kulturnom i mnogobrojnim drugim aspektima. U prožimanju utjecaja mletačke državne vlasti, gospodarskog sustava i kulturnih procesa bitno je oblikovan današnji hrvatski nacionalni prostor.

## Vladavina Mletaka na hrvatskoj obali do početka 15. stoljeća
Od samog dolaska Hrvata na obalu istočnog Jadrana trajala je i borba za prevlast na tom području s tadašnjom pomorskom velesilom Mletačkom Republikom. Knez Branimir je na moru vodio ratove s Mlečanima. Nakon što su bili poraženi 887. godine, Mlečani su sklopili mir i bili primorani plaćati godišnji danak za slobodnu plovidbu uz hrvatsku obalu. Taj su danak plaćali preko 100 godina. Nakon smrti kralja Stjepana, iskoristivši unutarnje sukobe nastale borbom za vlast između Stjepanovih sinova Svetoslava, Krešimira i Gojslava, ojačana Venecija uskraćuje plaćanje danka hrvatskom kralju i neretvanskom knezu za plovidbu i počinje ponovni sukob s hrvatskim kraljem Svetoslavom Suronjom (997. – 1000.) na moru. Mletački dužd Petar II. Orseolo 1000. godine preotima od Hrvata Dalmaciju od Krka do Dubrovnika. Prvo su mu se predali sjeverni dalmatinski otoci i Zadar, a pošto je ojačao svoje snage i romanskim postrojbama iz dalmatinskih gradova, predaju se i Trogir i Split, dok silom zauzima neretvansku Korčulu, te Lastovo i Biograd. Najveći otpor pružali su Lastovčani, čije je utvrđeno naselje nakon bitke uništeno. Na taj su način Mlečani uspostavili vlast nad primorskim gradovima na istočnoj obali Jadranskog mora, a Petar Orseolo se prozvao dux Dalmatiae.
Od 12. do početka 15. stoljeća dalmatinski gradovi pod upravom su ugarsko-hrvatskih vladara osim u kraćim razdobljima mletačke vladavine. Poseban trn u oku Venecije je bio grad Zadar koji joj se stalno opirao u njezinim nastojanjima da zagospodari tim gradom. Najintenzivniji zadarsko-mletački sukobi vodili su se u razdobljima 1115-1118., 1159-1180., 1181-1202., 1242-1247., 1311-1313. i 1345-1346. godine. U svojim nastojanjima da zagospodari Zadrom Venecija nije štedjela ni snage ni novaca, pa je tako, za protuuslugu Veneciji za pomorski prijevoz, Križarska vojska na svom putu prema Carigradu zastala pred Zadrom, osvojila ga te ga prisilila na pokornost Veneciji. Godine 1202. kršćanski Zadar osvojila je kršćanska križarska vojska. Zadar je uz stalne pobune građana i povremena oslobađanja ostao pod vlašću Mletačke Republike do 1358. godine.
Jačanje istarskih gradova dovodi do sukoba s Venecijom. Kopar, Izola i Pula ustaju 1145. protiv Venecije, ali su poraženi pa su morali položiti prisegu vjernosti duždu. Četiri godine kasnije Pula se ponovno pobunila protiv Venecije, ali je zajedno sa svojim saveznicima – Rovinjom, Porečom i Umagom – bila prisiljena potpisati mir i da se ponovno zakune na vjernost Veneciji. U novom ratu 1195. morala je Pula porušiti sve gradske zidine. Mirom, poslije rata 1243. Pula se morala obvezati da će primiti Mlečanina za načelnika i da bez dopuštenja Venecije neće obnoviti svoje zidine. Kada je u 13. stoljeću vlast akvilejskog patrijarha oslabila, gradovi su se, smatrajući Mlečane manjom opasnošću, redom predavali Veneciji - Poreč 1267., Umag 1269., Novigrad 1270., Sveti Lovreč 1271., Motovun 1278., Kopar 1279., Piran i Rovinj 1283. godine. Djelujući najčešće kao saveznik i zaštitnik primorskih gradova, ali i ratujući s nekima od njih, Venecija je postupno zavladala čitavim obalnim pojasom zapadne Istre i prostorom do Plomina na istočnoj obali poluotoka.
Kroz čitavu prvu polovicu 14. stoljeća nastavile su se borbe za Dalmaciju, zvane i mletački ratovi. Posebno je uporan u objedinjavanju svoje države bio ugarsko-hrvatski kralj Ludovik I. Dolazak Ludovika u Hrvatsku 1345. dignulo je Zadrane na otpor protiv Mlečana, koji su potom opsjeli Zadar. Vojska koju je Ludovik poslao nije bila dovoljno jaka da oslobodi grad. U prvom mletačkom ratu Ludovikova vojska je 1. srpnja 1346. teško poražena i Zadar se morao vratiti pod mletačku upravu. Nakon toga Ludovik je 1348. sklopio s Mlečanima mir na osam godina. U ljeto 1356. godine uputio svoju vojsku protiv Mlečana, čime započinje drugi mletački rat. Ludovik I. sa svojom vojskom provaljuje u sjevernu Italiju i nameće Mlečanima rat na njihovom državnom području ugrožavajući i samu Veneciju. Tijekom ljeta 1357. Splićani i Trogirani podižu bune i istjeruju mletačke posade i činovnike, a u prosincu banska vojska ulazi i u Šibenik i kreće prema Zadru. Na dan 17. prosinca zahvaljujući hrabrim Zadranima, koji su noću prebacili preko zidina konope, vojska ulazi u Zadar, istjeruje Mlečane i čitava Dalmacija je oslobođena. Dvogodišnji rat završio je pobjedom ugarsko-hrvatske vojske. Zadarski mir sklopljen je dana 18. veljače 1358. u sakristiji crkve Sv. Frane u Zadru, čime je Ludovik I. pod svoju vlast vratio cijelu Dalmaciju, a Mletačka Republika odrekla se posjeda cijelog dalmatinskog kopna i svih otoka od Kvarnera do Drača (Durazzo). Mletački dužd odrekao se, također, titule "hrvatskog i dalmatinskog hercega".

## Prodaja Dalmacije Mlecima 1409.
Zahvaljujući stalnim unutrašnjim borbama za vlast na hrvatsko-ugarskom prijestolju Venecija je 1409. iskoristila priliku te je od poraženog pretendenta na prijestolje Ladislava Napuljskog otkupila "njegovo pravo na Dalmaciju" za 100.000 dukata. Hrvatsko-ugarski kralj Žigmund Luksemburški nije imao snage oduprijeti se Mletačkoj Republici, a i istočnim granicama se već opasno približavala vojska Osmanskog Carstva. Mletački vojnici su u Zadra ušli 31. srpnja 1409., a zauzimanje cijele Dalmacije je potrajalo do 1420. godine. 
Sredinom 15. stoljeća, ukinućem vlasti akvilejskog patrijarha, Istra, izuzev Pazinske grofovije i Kvarnerskog primorja, dolazi pod vlast Venecije. U međuvremenu su Pazinsku grofoviju, krajem 14. stoljeća, naslijedili Habsburgovci, pod čiju je vlast došla i istočna obala Istre. Na taj je način Istra bila podijeljena između austrijsko-germanske i mletačko-romanske upravno političke vlasti.
Međutim Venecija nije dugo uživala u "svojoj" Dalmaciji jer su se turski osvajači zauzećem Hercegovine i Zagore sve više približavali njenim posjedima. Usljedila su desetljeća krvavih borbi na kopnu i na moru, a u njima je Venecija izgubila gotovo cijelu Dalmaciju. Samo zahvaljujući čvrstim zidinama Turci nisu nikad ni pokušali opsjedati Zadar, ali je njegova okolina bila popaljena, a stanovništvo protjerano ili poubijano. Nakon Kandijskog rata (1645. – 1669.) u kojem je cijela Dalmacija teško stradala usljedio je nakon poraza Turaka pod Bečom novi mletačko-turski sukob (Morejski rat 1684.-1699.). Konačno protjerivanje Turaka je započelo 1714., a završilo je Požarevačkim mirom 1718. godine.

## Pad Mletačke Republike
Mletačko vladanje nad hrvatskim krajevima potrajalo je sve do 1797. kada je pod naletom francuske vojske nestalo Mletačke Republike, a mletačka istočnojadranska obala potpala je pod vlast Austrije, osim Dubrovačke Republike koja je tada bila još pošteđena od okupacije. Narod je oduševljeno dočekao austrijsku vojsku svuda izuzev na Rabu i u nekim istarskim komunama, gdje su očekivali Francuze.
Dalmatinsko pučanstvo nadalo se sjedinjenju s ostalim dijelovima Hrvatske, oslobađanju od feudalnog pritiska i kolonatskog odnosa u agraru. Međutim, ubrzo se razočaralo u novu vlast jer bečkoj vladi nije ni na kraj pameti sjedinjenje Dalmacije s Hrvatskom niti je željela dirati u zatečene privatno-pravne odnose. Nakon okupacije bečka je vlada postavila svoje komesare u Zadru, koji je i dalje glavni grad Dalmacije, sa zadaćom da organiziraju novo upravno i sudsko uređenje. Ta zadaća nije ostvarena jer Austrija mirom u Požunu 1805. godine mora prepustiti Francuzima sve jadranske pokrajine od Venecije do Budve.

## Uprava
Dalmatinska je uprava bila u rukama nekolicine mletačkih činovnika, kojima bijaše na čelu providur (talijanski proveditore generale), koji se svake treće godine mijenjao. Za ovu se službu natjecalo mletačko plemstvo, jer je bila časna i unosna. Providur je vladao poput nezavisna vladara imajući dvor u Zadru, sjajnu tjelesnu stražu i odijelo nalik na duždevo. Vlast providura bila je neograničena, a bio je i posljednja instanca za sud, financije, vojsku, čak i za crkvu. 
Mletačka Dalmacija bila je podijeljena na okružja (distretto), kojima je na čelu bio knez (conte) imenovan od providura. Knezu uz bok stoje dva činovnika, kancelar (cancelliere) za sudbene poslove i camerlingo za financijske. Malobrojno mletačko činovništvo bilo je slabo plaćeno, pa su bili prisiljeni uzimati od prikupljenog poreza i drugih javnih daća na štetu Mmletačke Republike. Međutim porezi nisu bili preveliki, jer Republika gnije htjela širiti nezadovoljstva u teško stečenoj Dalmaciji. Plaćali su ih jedino seljaci, jer su plemići i građani bili oslobođeni ne samo od svakoga poreza, nego i od svih daća. Svaka gradska općina imala je i zasebni svoj statut, tako da u tom nema jedinstvenosti u Dalmaciji. Isto su se tako razilazili utezi i mjere od mjesta do mjesta. Općinsku upravu dijelili su plemići i građani, koji su se skupljali na skupštine, gdje se raspravljalo o općinskim poslovima. U nekim su se općinama sastajali samo plemići na skupštine, a u nekim imali su i građani svoje zasebne skupštine. Civilne i kaznene poslove vodio je gradski (općinski) knez, a policajske vršili su veliki i mali suci. Seljaci su se sastajali u bratovštinama u skupove, na kojima su raspravljali o svojim potrebama. Inače bio je u svakom selu na čelu za civilne i vojničke poslove vođa zvan harambaša. Za vrijeme mira činili su seljaci neke čete, a zvali su se panduri. Dužnost im je bila paziti na kretanje pograničnih bosanskih Turaka, a kod kuće bdjeti nad sigurnošću. Svako je okružje imalo tada svoga pukovnika, a uza nj kao niže časnike serdare i harambaše. Otočani služili su jedino u mletačkoj mornarici. Osim u mornarici Dalmatinci su služili i u prekomorskim postrojbama, Oltramarinima, mornaričkom pješaštvu, koje je služilo kao primarna obrambena, ali i napadačka, vojska u Mletačko Turskim ratovima. Ukupno je ustrojeno jedanaest ovih regimenti (pukovnija). Talijanski jezik govorio se uglavnom u gradovima, dok se u ostalim područjima koristio hrvatski.

## Vanjske poveznice
- ARHiNET: Generalni providuri za Dalmaciju i Albaniju (fond)